# Méthode des différences
La méthode des différences est appliquée en biologie, surtout dans la recherche. Elle est indispensable pour la vérification d'une affirmation trouvée par la méthode des concordances. Elle permet ainsi d'éviter toute coïncidence.

## Méthode
Si le phénomène P, qui succède à la série antécédente ABC, AMN ou AXY, ne se produit pas si l'on supprime le facteur A, alors on peut dire que A est la cause de P.